# Aubigny (Calvados)
Aubigny ist eine französische Gemeinde mit 299 Einwohnern (Stand: 1. Januar 2022) im Département Calvados in der Region Normandie. Sie gehört zum Arrondissement Caen und zum Kanton Falaise. Die Einwohner werden als Albinéains oder Albinéaines bezeichnet.

## Geografie
Aubigny liegt etwa 26 km von Caen und 27 km von Argentan entfernt. Umgeben wird Aubigny von Saint-Pierre-Canivet im Norden, Épaney im Nordosten, Versainville im Osten, Eraines im Südosten, Falaise im Süden, Noron-l’Abbaye im Südwesten, Leffard im Westen sowie Villers-Canivet in nordwestlicher Richtung.

## Bevölkerungsentwicklung
| Jahr                             | 1793 | 1836 | 1876 | 1926 | 1946 | 1968 | 1990 | 2008 | 2016 |
| Einwohner                        | 370  | 452  | 384  | 231  | 333  | 318  | 316  | 341  | 300  |
| Quelle: Cassini, EHESS und INSEE |      |      |      |      |      |      |      |      |      |

## Gemeindepartnerschaften
Aubigny unterhält seit 1952 eine Partnerschaft mit der britischen Gemeinde Stoke Mandeville.

## Sehenswürdigkeiten
- Kirche Notre-Dame-de-la-Visitation aus dem 18. Jahrhundert
- Schlösser aus dem 16. und 17. Jahrhundert

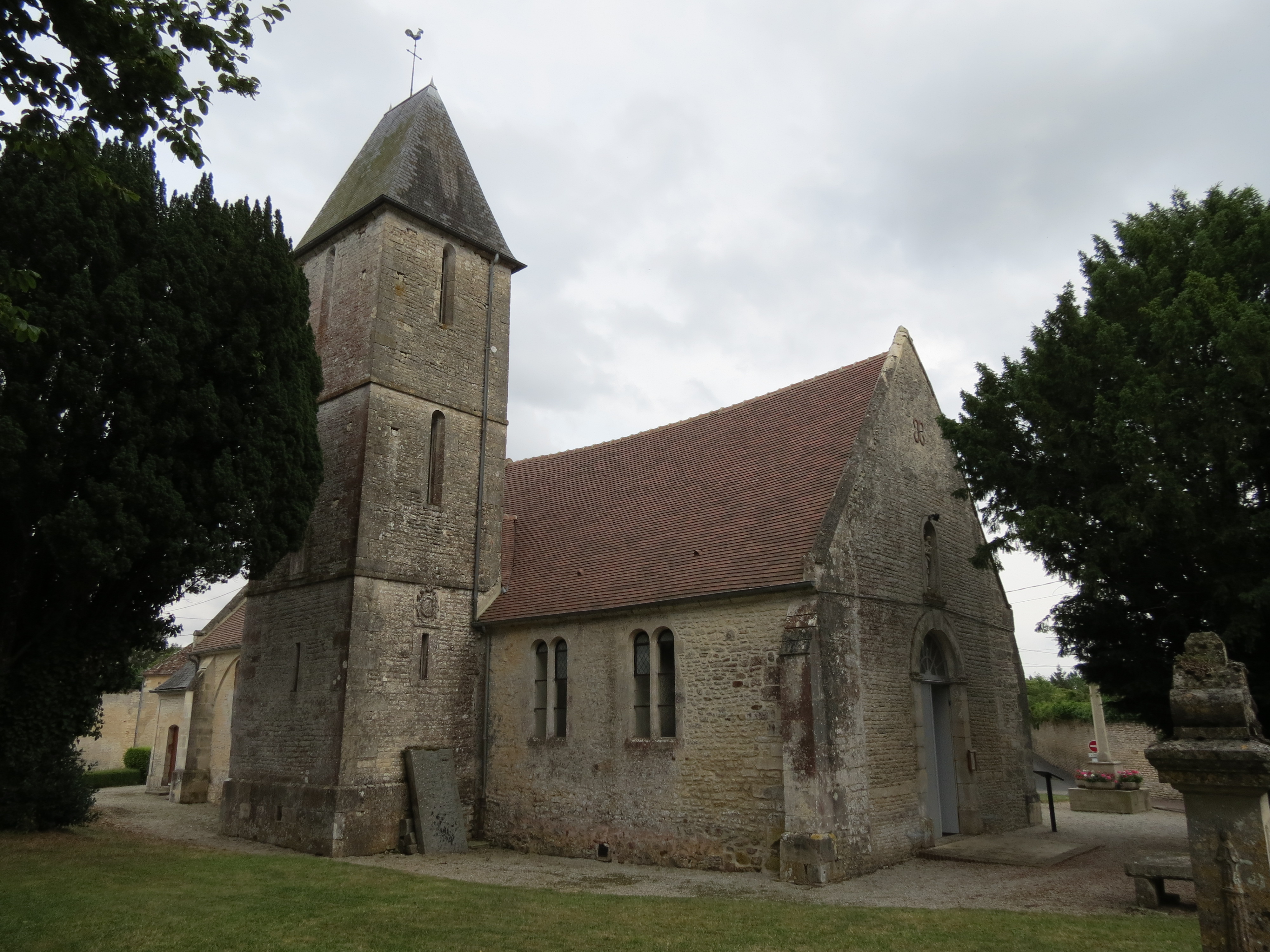
Kirche Notre-Dame-de-la-Visitation